# Lluís de Carreras i Serra
Lluís de Carreras i Serra, és un advocat català i professor de dret de la informació. És fill de l'ex-president del Futbol Club Barcelona i de La Caixa de Pensions Narcís de Carreras i Guiteras i germà de Francesc de Carreras. Fou, juntament amb Miquel Roca i Jordi Pujol, un dels primers militants de Convergència Democràtica de Catalunya, i va formar part de la seva primera comissió executiva. Més endavant, entre 1998 i 1999, va presidir el consell de l'Audiovisual de Catalunya.

## Publicacions destacades
- Las normas jurídicas de los periodistas (Editorial UOC)
- Règim juridic de la informació: Periodistes i mitjans de comunicació (Col·lecció Estudis i recerques)
- Derecho Español de La Información
- La ràdio i la televisió a Catalunya, avui (1980-1986) (Llibres a l'abast)